# خط ۹ متروی مادرید
خط ۹ متروی مادرید (انگلیسی: Line 9) یکی از خطوط متروی مادرید است که در سال ۱۹۸۰ تأسیس شده و دارای ۲۹ ایستگاه و ۳۹٫۵ کیلومتر طول است.

## نگارخانه

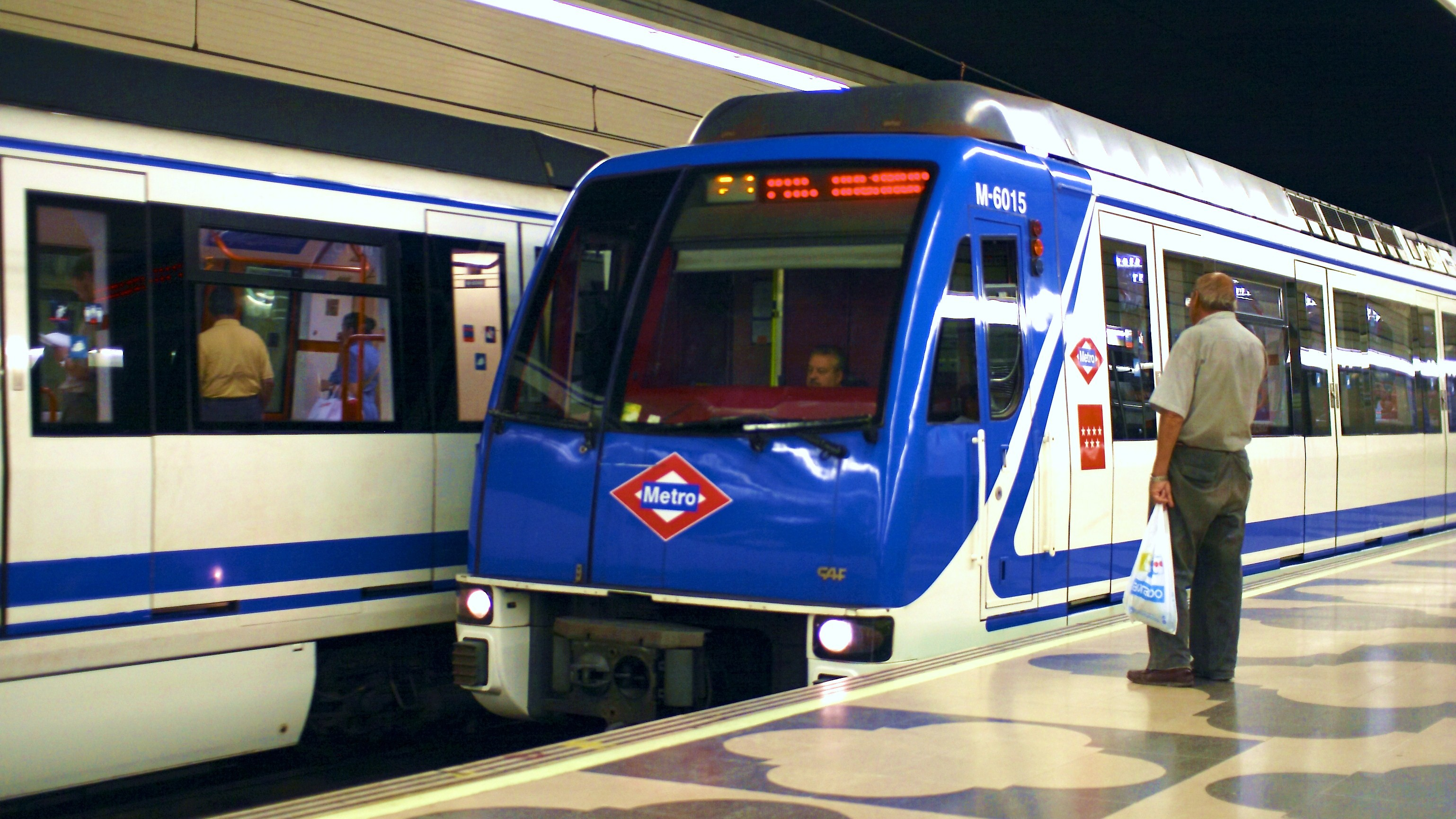
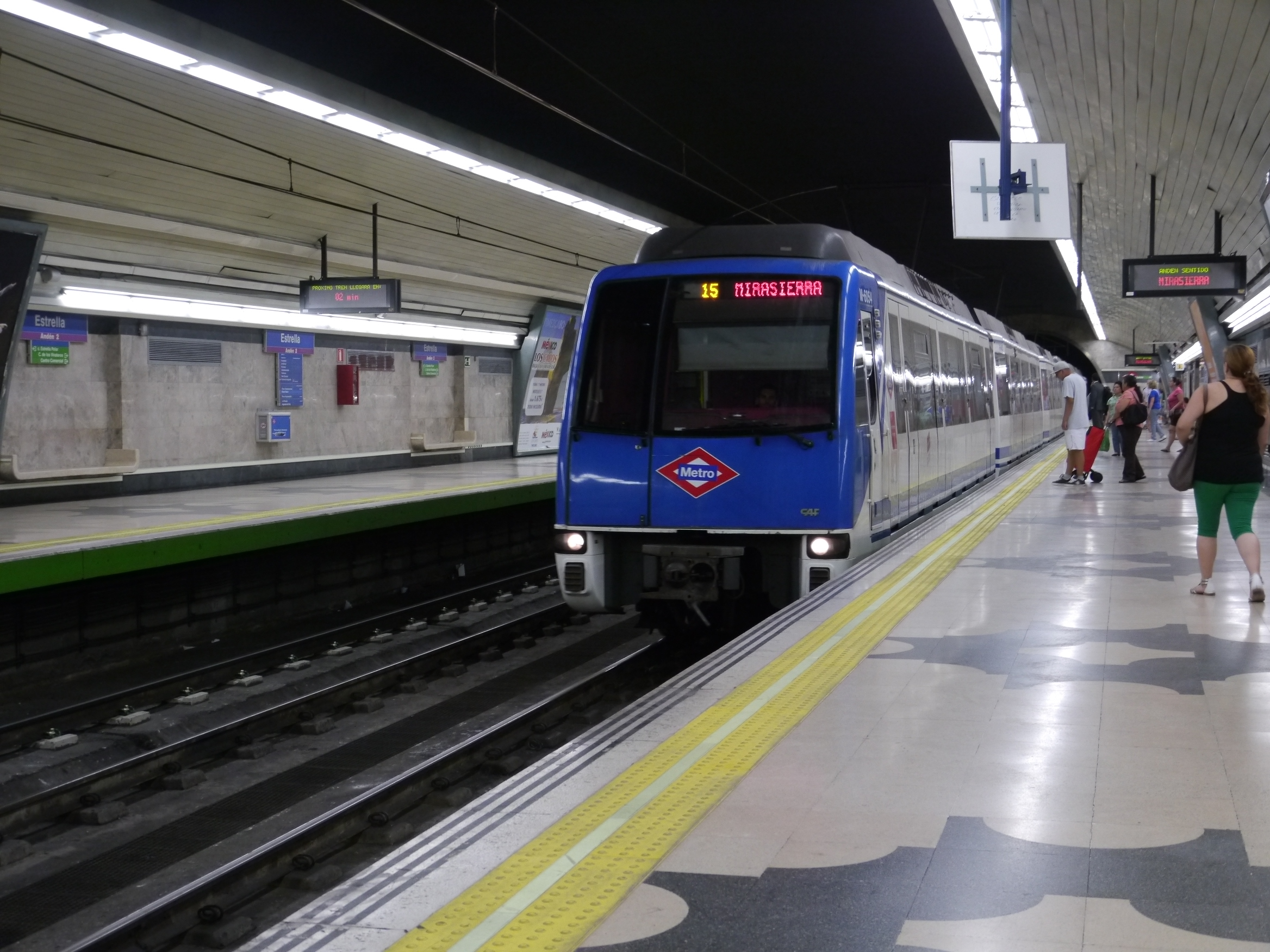
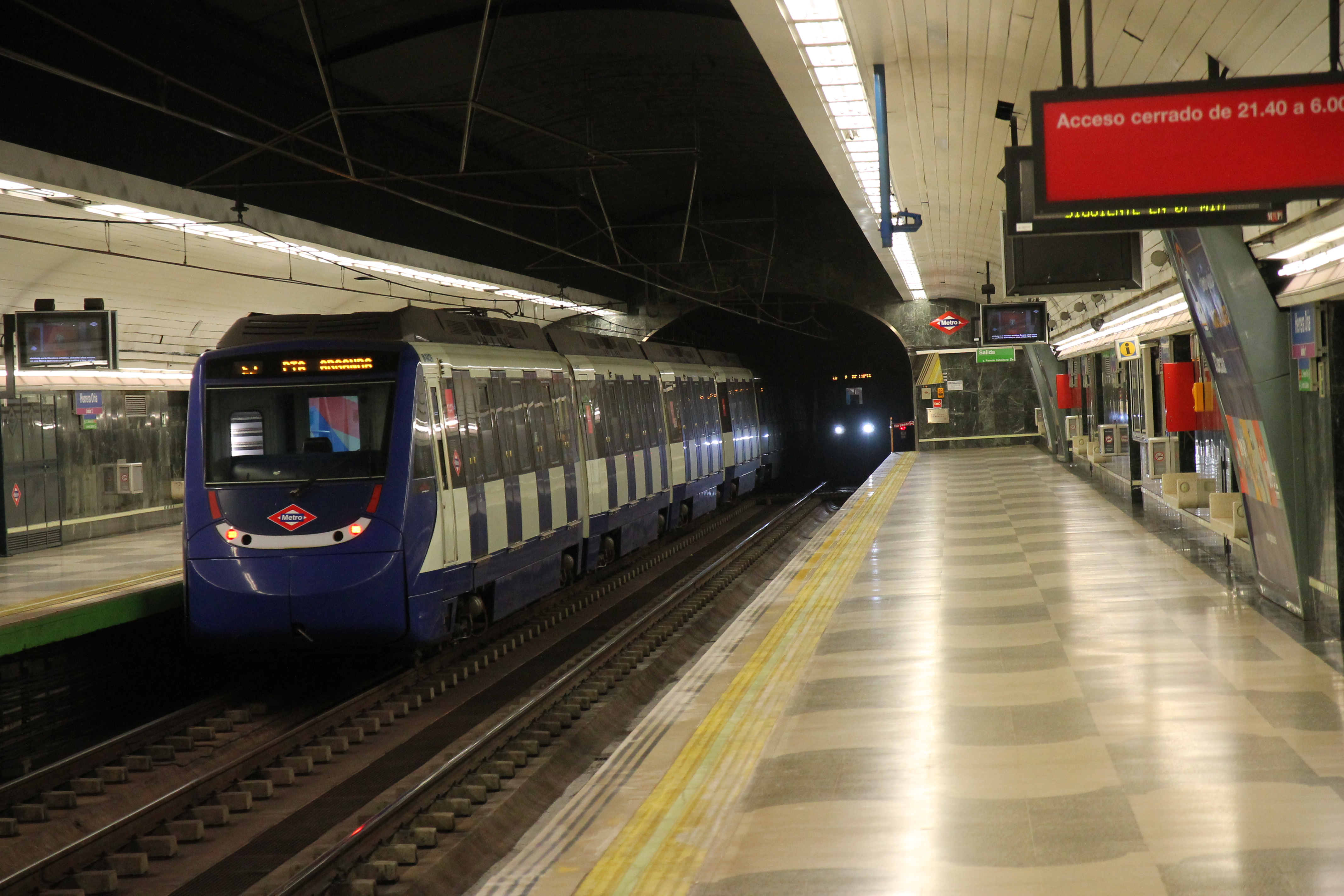
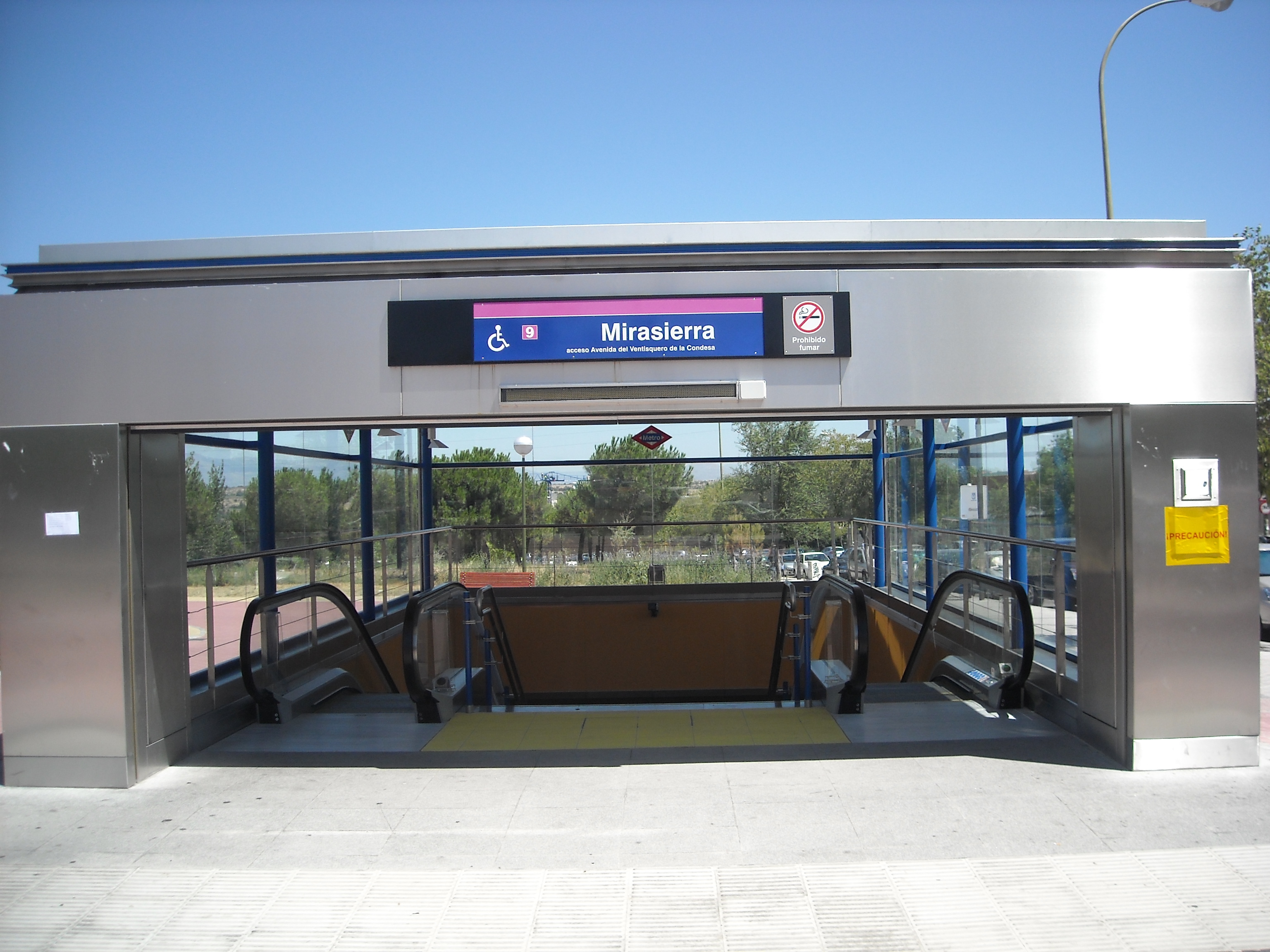